# 本根康之
本根 康之（ほんね やすゆき、1971年3月5日 -）は日本のゲームクリエイター。福井県出身。現在モノリスソフト取締役。

## 略歴
福井県立三国高等学校、大阪芸術大学芸術学部デザイン学科卒業。1994年にスクウェアに入社。初の仕事では『クロノ・トリガー』のフィールドマップグラフィックを担当。『ゼノギアス』や『クロノ・クロス』などではアートディレクターを任された。
『クロノ・クロス』の後、スクウェアを退社、1999年に高橋哲哉らが立ち上げたモノリスソフトへ移籍しグラフィック統括部部長、取締役に就任。トライクレッシェンドと提携した『バテン・カイトス』シリーズなどではディレクター&アートディレクターを担当している。愛称はホンネサン。

## 参加作品
- FRONT MISSION（1995年）：アシスタントグラフィックデザイナー
- クロノ・トリガー（1995年）：フィールドグラフィック
- トレジャー・コンフリクス（1995年）：メイングラフィック
- ゼノギアス（1998年）：アートディレクション、マップテクスチャ[6]
- クロノ・クロス（1999年）：アートディレクション、アートコンセプト、フィールドマップアート[6]
- ゼノサーガ エピソードI［力への意志］（2002年）：アートディレクション、マップデザイナー[6]
- バテン・カイトス 終わらない翼と失われた海（2003年）：ディレクション、アートディレクション、マップデザイン・ペイント
- NAMCO x CAPCOM（2005年）：スペシャルサンクス
- バテン・カイトスII 始まりの翼と神々の嗣子（2006年）：ディレクション、アートディレクション、マップデザイン・ペイント、オープニングムービーデザイン
- ダージュ オブ ケルベロス ファイナルファンタジーVII（2006年）：スペシャルサンクス
- 大乱闘スマッシュブラザーズX（2008年）：アドベンチャーモード「亜空の使者」マップデザイン
- ドラゴンボール改 サイヤ人来襲（2009年）：プロデュース、アートディレクション
- ゼノブレイド（2010年）：コンセプトアート
- ゼルダの伝説 スカイウォードソード（2011年）：スペシャルサンクス
- PROJECT X ZONE（2012年）：マップグラフィックスーパーバイザー
- とびだせ どうぶつの森（2012年）：スペシャルサンクス
- ピクミン3（2013年）：スペシャルサンクス
- ゼルダの伝説 神々のトライフォース2（2013年）：スペシャルサンクス
- スプラトゥーン（2015年）：スペシャルサンクス
- どうぶつの森 ハッピーホームデザイナー（2015年）：スペシャルサンクス
- PROJECT X ZONE 2:BRAVE NEW WORLD（2015年）：マップグラフィックスーパーバイザー
- ゼルダの伝説 ブレス オブ ザ ワイルド（2017年）：スペシャルサンクス
- スプラトゥーン2（2017年）：スペシャルサンクス
- ゼノブレイド2（2017年）：アートワーク
- ゼルダの伝説 ティアーズ オブ ザ キングダム（2023年）：スペシャルサンクス